# Sematophyllum orthocarpum
Sematophyllum orthocarpum är en bladmossart som beskrevs av Brotherus 1925. Sematophyllum orthocarpum ingår i släktet Sematophyllum och familjen Sematophyllaceae. Inga underarter finns listade i Catalogue of Life.